# Puente Forth Road
El puente Forth Road es un puente colgante de autopista sobre el Fiordo de Forth cerca de Edimburgo en Escocia. El puente fue construido entre 1958 y 1964 y fue por aquel entonces el mayor puente de ese tipo en Europa. Tiene una longitud de 2,5 kilómetros y une las localidades de North Queensferry y South Queensferry. El puente empleó casi 47 000 toneladas de acero (incluyendo los casi 50 000 km de cable utilizados como soporte).
El puente fue inaugurado por los reyes británicos el 4 de septiembre de 1964. Antes de la inauguración del puente, el trayecto lo cubrían transbordadores con un tráfico que alcanzó 600.000 automóviles, 200.000 vehículos pesados y 1,5 millones de personas al año. La otra alternativa era dar un rodeo cruzando el puente Kincardine.
Desde abril de 2001 el puente alcanzó el estatus de monumento nacional.
| Predecesor: Forth Bridge (Firth of Forth) | Puente con el vano más largo del Reino Unido 1964-1991 | Sucesor: Puente del Humber (Humber) |